# Wolfgang Diezel
Wolfgang Albin Manfred Diezel (* 29. November 1940 in Naitschau im Landkreis Greiz; † 26. November 1995) war ein deutscher Mediziner und Hochschullehrer.

## Leben
Wolfgang Diezels Vater war technischer Direktor des Webereikombinats VEB Novotex in Greiz, während seine Mutter als Sachbearbeiterin arbeitete. 
Sein schulischer Werdegang begann an der Zentralschule in Naitschau, die er von 1944 bis 1955 besuchte. Anschließend wechselte er an die Oberschule (siehe Ulf-Merbold-Gymnasium Greiz) in Greiz, wo er 1959 sein Abitur ablegte. Im Anschluss daran absolvierte er ein praktisches Jahr als Hilfskrankenpfleger im Kreiskrankenhaus Greiz, wo er erste Erfahrungen im medizinischen Bereich sammelte.
Von 1960 bis 1966 studierte Wolfgang Diezel Medizin an der Universität Leipzig. Seine Studienzeit war geprägt von einem Interesse an biochemischen Prozessen und deren Auswirkungen auf die menschliche Gesundheit. Er beendete sein Studium mit dem Staatsexamen. In seiner Dissertation mit dem Titel Die Atmung des Leberhomogenates von Meerschweinchen im prae- und postnatalen Leben wurde er zum Doktor der allgemeinen Medizin promoviert und erhielt dafür die Note magna cum laude.
Nach dem Abschluss seines Medizinstudiums begann er 1966 seine Facharztausbildung am Biochemischen Institut der Universität Leipzig. Diese Ausbildung schloss er 1972 als Facharzt für Biochemie ab. In der Folge setzte er seine Weiterbildung an der Universitäts-Hautklinik der Charité in Berlin fort, wo er von 1973 bis 1976 eine Facharztausbildung für Dermatologie absolvierte. In den darauffolgenden Jahren war er als Fach- und Assistenzarzt tätig und wurde 1979 zum Oberarzt an der Charité ernannt.
Im Jahr 1978 habilitierte er sich ebenfalls an der Universität Leipzig mit der Arbeit Untersuchungen zur Pathogenese des Lupus erythematodes visceralis - Immunreaktivität und pathogenetische Bedeutung von UV-Licht, was ihm die facultas docendi in Dermatologie und Venerologie verlieh.
1981 wurde er zum Dozenten für Dermatologie an die Humboldt-Universität zu Berlin berufen; in dieser Zeit war er von 1981 bis 1984 stellvertretender Forschungsdirektor im Bereich Medizin und übernahm ab 1984 die Leitung der neu gegründeten Forschungsabteilung an der Hautklinik der Charité.
1985 wurde er zum außerordentlichen Professor für Dermatologie berufen und war 1988 als Visiting Professor im Department of Dermatologie an der Johns Hopkins University in Baltimore, USA, tätig. 
Im Jahr 1989 wurde Wolfgang Diezel, als Nachfolger des emeritierten Heinz Flegel, zum ordentlichen Professor für Dermatologie und Venerologie an die Universität Rostock berufen. Dort hatte er bis 1994 den Lehrstuhl für Dermatologie; in dieser Zeit übernahm er auch die Rolle des Klinikdirektors der Dermatologischen Klinik und Poliklinik, wo er zur Weiterentwicklung der dermatologischen Forschung und Lehre beitrug.
Während seiner Zeit in Rostock kam es jedoch zu Konflikten mit seinem Arbeitgeber. Aufgrund von Stellenabbaumaßnahmen plante die Universität, das Arbeitsverhältnis zum 31. Dezember 1992 zu kündigen. Wolfgang Diezel konnte jedoch durch einen Rechtsstreit seine Weiterbeschäftigung bis zum rechtskräftigen Abschluss des Kündigungsschutzverfahrens durchsetzen. Trotz dieser Bemühungen kam es 1994 zu einem außerordentlichen Vergleich, der letztlich zur Auflösung seines Arbeitsverhältnisses führte und seine akademische Karriere an der Universität Rostock beendete. Anschließend kehrte er nach Berlin zurück. 
Wolfgang Diezel starb am 26. November 1995 tragisch bei einem Autounfall. Berichten zufolge geschah der Unfall, als er vom Grab seiner Frau kam und auf einer vereisten Autobahn mit seinem PKW ins Schleudern geriet.

## Ehrungen und Auszeichnungen
Wolfgang Diezel wurde für seine Beiträge zur Pathogenese, Diagnostik und Therapie von Autoimmunkrankheiten mit dem Rudolf-Virchow-Preis im Jahr 1981 ausgezeichnet. 

## Mitgliedschaften
Wolfgang Diezel war ab 1975 Mitglied der Sozialistischen Einheitspartei Deutschlands (SED).

## Schriften (Auswahl)
- Die Atmung des Leberhomogenates von Meerschweinchen im prae- und postnatalen Leben. 1966.
- Untersuchungen zur Pathogenese des Lupus erythematodes visceralis - Immunreaktivität und pathogenetische Bedeutung von UV-Licht. 1978.